# Mary Hallock Foote
Pour les articles homonymes, voir Foote.
Mary Anna Hallock Foote, née le 19 novembre 1847, à Milton dans l'État de New York et morte le 25 juin 1938 à Hingham dans le Massachusetts, est une romancière, nouvelliste et illustratrice américaine principalement connue pour ses illustrations de romans et de nouvelles décrivant la vie dans les villes minières de l'Ouest américain du début du XXe siècle. En 1894, elle est élue membre de la National Academy of Women Painters and Sculptors.

## Biographie
Mary Hallock Foote est née le 19 novembre 1847 à Milton, dans le comté d'Ulster, État de New York. Elle est la fille de Nathaniel Hallock et Ann Burling, une famille de fermiers quakers. Elle suit ses études à la Poughkeepsie Female Academy connue également sous le nom de Poughkeepsie Female Collegiate Seminary. En 1864, elle entre à la Cooper School of Design for Women de New York. Mary Hallock se fait remarquer par son travail en matière de beaux arts, plus spécialement en gravure sur bois. Elle a pour enseignants Samuel Frost Johnson (de), William James Linton, John A.E. Whitney, Charles H. Burt et en sort en 1867.
Elle noue une amitié avec Helena Dekay Gilder, les deux étant soucieuses d'émancipation des femmes.
Très rapidement, elle trouve des emplois comme illustratrice pour diverses maisons d'éditions new-yorkaises ; des magazines, revues font appel à elles comme le Scribner's Monthly (en), le Harper’s Weekly, le Century Magazine, The Atlantic Magazine  et elle illustre les œuvres de Henry Longfellow, Nathaniel Hawthorne et John Greenleaf Whittier.
Son talent fait qu'elle est appelée en 1893 par les organisateurs de l'Exposition universelle de Chicago pour être commissaire pour la sélection des dessins, pastels, fusains des exposants.
Le 9 février 1876, à Boston, elle épouse Arthur De Wint Foote, un ingénieur des mines, diplômé de la Yale University’s Scientific School. Ensemble ils auront trois enfants : Arthur Burling Foote, Elizabeth Townsend 'Betty' Foote Swift et Agnes Foote.
Son mari, par obligations professionnelles se déplace dans divers États des États-Unis : Colorado, Idaho,, Nouveau-Mexique, pour enfin se stabiliser en Californie. En 1905, ils emménage dans la North Star House à proximité de Grass Valley.Ils y resteront jusqu'en 1932, où âgés ils vont vivre chez leur fille Elizabeth Townsend à Hingham. Arthur De Wint Foote y meurt en 1933. Mary le suit cinq ans plus tard.
Jusqu'en 1883, date de publication de ses premières nouvelles, elle est essentiellement connue et reconnue comme une illustratrice de talent, mais très rapidement sa réputation de nouvelliste et de romancière va éclipser sa notoriété d'illustratrice. Ses nouvelles sont le reflet de son expérience des villes minières rencontrées de par le métier de son mari, de ses échanges avec la population de ces villes. Peu à peu, elle diversifie ses œuvres, des nouvelles elle passe au roman puis au roman historique (The Royal Americans).
Mary Hallock Foote est enterrée au Greenwood Memorial Cemetery, à Grass Valley, dans l'État de Californie.

## Œuvres

### Romans et nouvelles
- The Last Assembly Ball: And the Fate of a Voice, éd. Forgotten Books, 2017,
- The Little Fig-Tree Stories, éd. Forgotten Books, 2017,
- The Royal Americans, éd. Forgotten Books, 2017
- A Touch of the Sun, éd. CreateSpace Publishing, 2017,
- John Bodewin's Testimory, éd. Palala Press, 2016,
- Friend Barton's Concern, éd. Forgotten Books , 2016,
- The Last Assembly Ball: And the Fate of a Voice, éd. Forgotten Books , 2015,
- Edith Bonham, éd. Palala Press, 2015,
- The Cup of Trembling and Other Stories, éd. Palala Press, 2015,
- The Classic Works of Mary Hallock Foote, éd.  Createspace, 2014,
- Works of Mary Hallock Foote, éd. The Perfect Library, 2013,
- Gideon's Knock, éd.  Kessinger Publishing, 2010,
- The Ground-Swell, éd. Kessinger Publishing, 2007,
- New Almaden: A California mining camp, éd. Leland Stanford Junior University, 1980,
- A Victorian Gentlewoman in the Far West, éd. Huntington Library Press, 1972[14],
- The Ground Swell, éd. Houghton Mifflin Company, 1919,
- A Picked Company, éd. Houghton Mifflin Company, 1912,
- A Touch of Sun and Other Stories, éd. Pinnacle Press, 1902, rééd. 2017,
- The Desert and the Sown, éd. Pinnacle Press, 1902, rééd. 2017,
- The Prodigal, éd. Forgotten Books, 1900, rééd. 2015,
- In Exile and Other Stories, éd. Kessinger Publishing, 1894,
- Coffee And Repartee, éd. Houghton, Mifflin, 1894
- Coeur d'Alene, éd. AMS Press, 1894,
- The Chosen Valley, éd.  Kessinger Publishing, 1892, rééd. 2008,
- The Story opf the Alcazar, éd. Century Illustrated Monthly Magazine, 1888,
- The Led-Horse Claim: A Romance of a Mining Camp, éd. Kessinger Publishing, 1883, rééd. 2007[15],

### Illustrations (sélections)

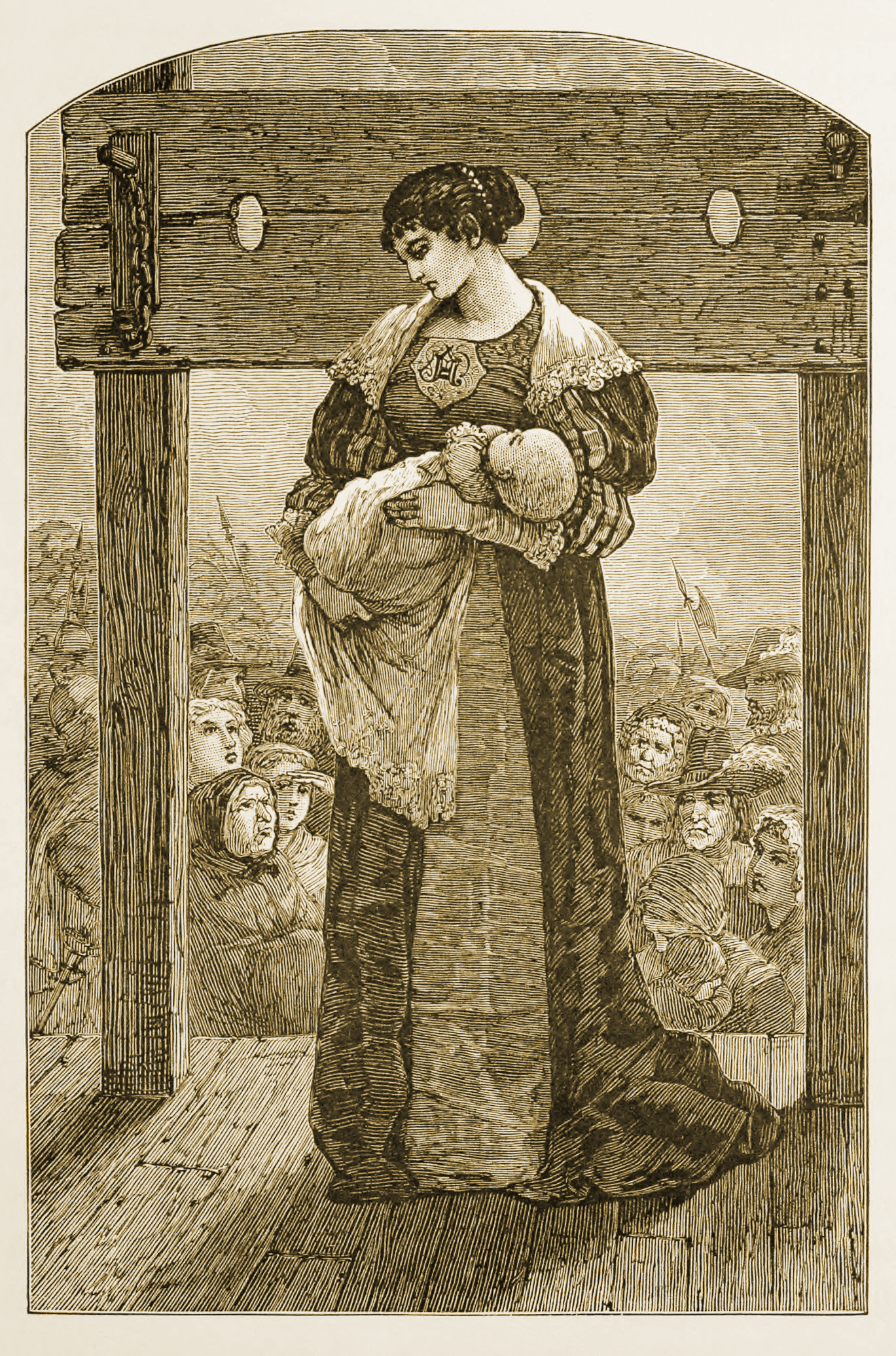
Illustration de Mary Hallock Foote pour La Lettre écarlate.

- The Scarlet Letter Nathaniel Hawthrone, éd. James R. Osgood and Co. 1877,
- The Skeleton In Armor Henry Longfellow, éd. James R. Osgood and Co. 1876,
- The Hanging of the Crane Henry Longfellow , éd. James R. Osgood and Co. 1874,
- The Writings of Bret Harte (19 vols.) Bret Harte (1896-1903) in Volumes 1,3,10 and 12, Houghton, Mifflin and Co.

#### Essais
- (en) Christine Hill Smith, Social class in the writing of Mary Hallock Foote, University of Nevada Press, 2009.
- (en) Darlis A. Miller, Mary Hallock Foote : Author-Illustrator of the American West, University of Oklahoma Press, 2002.
- (en) Doris Bickford-Swarthout, Mary Hallock Foote : Pioneer woman illustrator , Berry Hill Press, 1996.
- (en) Barbara Cragg, Idaho Stories and Far West Illustrations of Mary Hallock Foote, Idaho State University, 1988.
- (en) Lee Ann Johnson, Mary Hallock Foote, Twayne, 1980.
- (en) Rodman W. Paul, When culture came to Boise : Mary Hallock Foote in Idaho, Idaho State Historical Soicety, 1977.
- (en) James H. Maguire, Mary Hallock Foote, Boise State College, 1972.
- (en) Wallace Stegner, Angle of Repose, Fawcett Crest, 1971.

#### Articles
- (en) Jennifer L. Lieberman, « Women’s Power in the American West : Mary Hallock Foote and Honoré Willsie Morrow’s Tales of Electrification », Studies in the Novel, vol. 49, no 3,‎ 3 octobre 2017, p. 341–361 (ISSN 1934-1512, DOI 10.1353/sdn.2017.0034, lire en ligne, consulté le 3 novembre 2017).
- (en) Adam Sonstegard, « Mary Hallock Foote : Reconfiguring The Scarlet Letter, Redrawing Hester Prynne », Nineteenth-Century Gender Studies, vol. 11, no 2,‎ été 2015 (lire en ligne, consulté le 3 novembre 2017).
- (en) Anna Kathryn Lanier, « Mary Hallock Foote », sur sweetheartsofthewest.blogspot.fr (consulté le 3 novembre 2017).
- (en-US) Philip L. Fradkin, « A classic, or a fraud? », Los Angeles Times,‎ 3 février 2008 (ISSN 0458-3035, lire en ligne, consulté le 3 novembre 2017).
- (en) Sands Hall, « A Brief Look at the Literary Life of Mary Hallock Foote », Bulletin de la California State Library Foundation, no 83,‎ 2006, p. 2-8 (=http://www.cslfdn.org/pdf/bull-83.pdf).
- (en-US) Susan Salter Reynolds, « Tangle of Repose », Los Angeles Times,‎ 23 mars 2003 (ISSN 0458-3035, lire en ligne, consulté le 3 novembre 2017).